# Wicked Underground
Wicked Underground è un album in studio inciso dai 2 ex-membri dei Dokken, George Lynch e Jeff Pilson, pubblicato il 22 aprile 2003 e da loro autoprodotto.

## Tracce
Testi e musiche di George Lynch e Jeff Pilson.
1. Breath & a Scream – 6:10
2. Beast in the Box – 4:10
3. When You Bleed – 4:27
4. Vaccine – 4:48
5. Ever Higher – 5:34
6. Zero the End – 4:17
7. The Evil That You Are – 4:19
8. Awaken – 3:59
9. Cromatic – 5:01
10. Goodbye Utopia – 4:33
11. Gravity – 3:32 – traccia bonus dell'edizione giapponese
12. Inner View – 2:48
13. Closer To None – 4:56

## Formazione
- George Lynch – chitarra, cori
- Jeff Pilson – basso, voce, tastiere
- Michael Frowein – batteria